# Pristimantis actinolaimus
Pristimantis actinolaimus es una especie de anfibio anuro de la familia Strabomantidae. Es endémica de Colombia. Su hábitat natural son los bosques húmedos tropicales o subtropicales de montaña. Está amenazada por la pérdida de hábitat.